# Stazione di Rassina
La stazione di Rassina è una stazione ferroviaria di Castel Focognano, in provincia di Arezzo. Si trova lungo la ferrovia Arezzo-Stia, gestita da La Ferroviaria Italiana (LFI).